# Schwetschkea enervis
Schwetschkea enervis là một loài Rêu trong họ Leskeaceae. Loài này được Sakurai mô tả khoa học đầu tiên năm 1935.